# Angelika Zauber
Angelika Zauber (geb. Kuhse; * 5. November 1958) ist eine ehemalige deutsche Mittel- und Langstreckenläuferin, die für die DDR startete.
1975 siegte sie bei den Leichtathletik-Junioreneuropameisterschaften in Piräus über 1500 m.
1981 gewann sie beim Leichtathletik-Europacup in Zagreb und beim Leichtathletik-Weltcup in Rom über 3000 m. Im selben Jahr wurde sie DDR-Meisterin und -Hallenmeisterin über 1500 m.
Seit 1981 ist sie mit dem Läuferkollegen Lutz Zauber verheiratet.

## Persönliche Bestzeiten
- 800 m: 2:00,92 min, 29. August 1981, Potsdam
- 1500 m: 3:59,90 min, 9. August 1981, Jena
- 2000 m: 5:38,51 min, 18. August 1985, Potsdam
- 3000 m: 8:49,61 min, 16. August 1981, Zagreb